# Долина річки Коноплянка
Доли́на рі́чки Конопля́нка — ландшафтний заказник місцевого значення в Україні. Розташований у межах міста Київ, на території Подільського району, біля вулиці Вітряні Гори (в місцевості Вітряні гори та Крістерова гірка).
Площа — 1,4 га, статус отриманий у 2020 році. Перебуває у віданні: Комунальне підприємство по утриманню зелених насаджень Подільського району м. Київ.
Являє собою фрагмент листяного лісу в долині невеликого струмка Коноплянка, на якому нижче по течії розташовані ставки на території пам'ятки природи «Крістерова гірка». На території заказника є дуб віком близько 500 років.

## Біорозмаїття
У науковому обґрунтуванні до проєкту рішення Київської міської ради про створення заказника описані такі види рослин та тварин, що ростуть та мешкають на даній території:

### Флора
- Лісові: соснові, мішані та справжні листяні ліси сформовані дубом, грабом, липою та кленом гостролистим.
- Водні:
  - види водних поверхонь: ряски мала та трироздільна, жабурник звичайний;
  - занурені рослини: елодея канадська, кушир занурений, різак алоєвидний;
  - на заболочених ділянках: гірчак почечуйний, вербозілля звичайне;
- Звичайні види: пижма, холодок лікарський, гвоздика Барбаша, заяча капуста звичайна та шестирядна, зарості верби гостролистої (шелюги) та аморфи чагарникової.

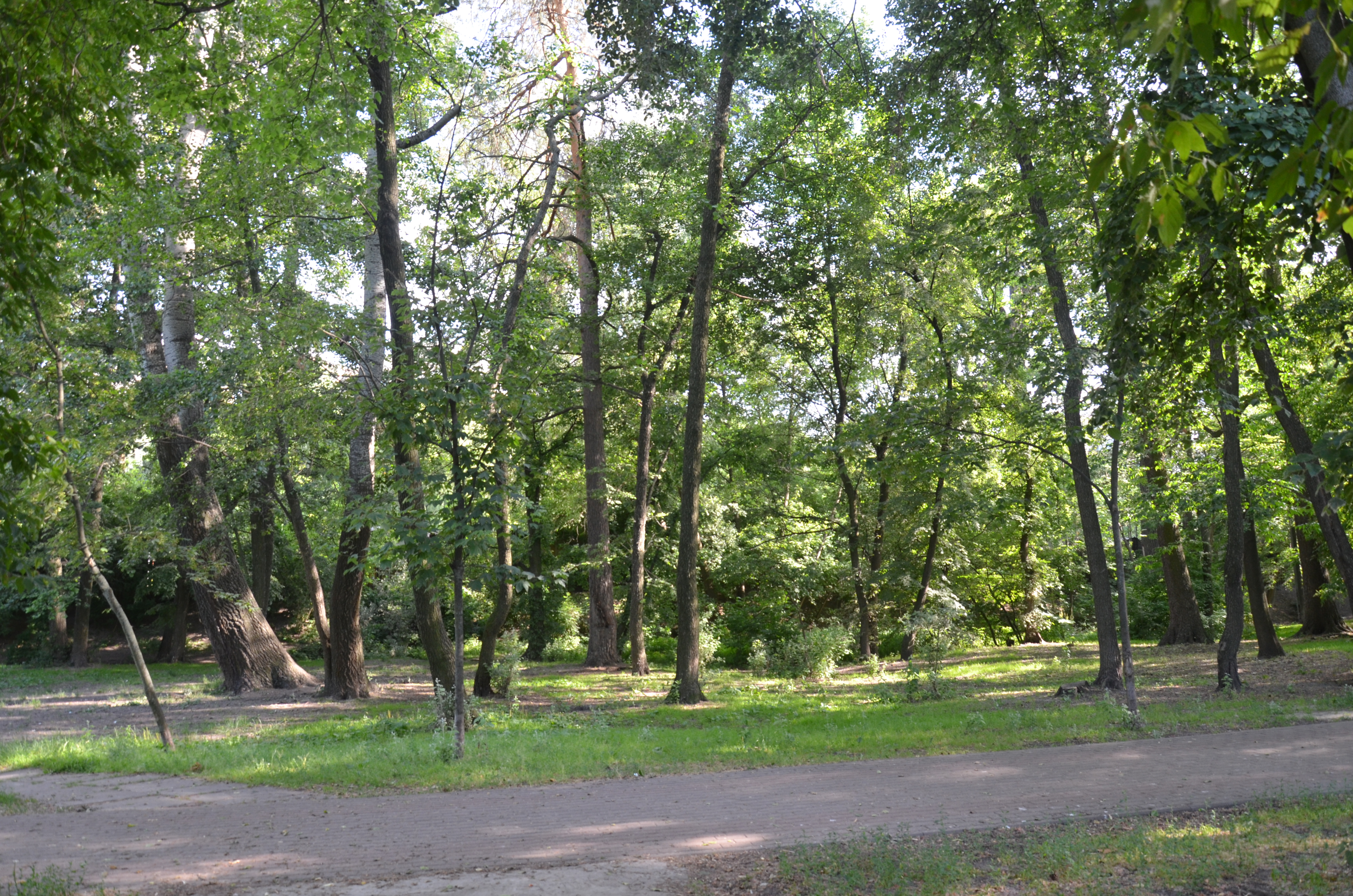
Долина річки Коноплянка

### Фауна
- Безхребетні: ставковик великий, живородки, бурштинівки, павуки-вовки,
  - занесені до Червоної книги — поліксена, жук-олень, махаон, вусач мускусний.
- Земноводні: ропуха сіра, гостроморда жаба, деревна жаба, кумка червоночерева.
- Плазуни: вуж звичайний, прудка ящірка (охороняється Бернською конвенцією), болотяна черепаха (охороняється на території м. Києва).
- Горобині птахи: плиски жовта й біла, вивільга, соловейко східний, ластівки сільська, міська, берегова тощо.
- Ссавці: їжак білочеревий, кріт.